# Domme (Dordogne)
Domme település Franciaországban, Dordogne megyében. Lakosainak száma 901 fő (2022. január 1.). Domme Carsac-Aillac, La Roque-Gageac, Cénac-et-Saint-Julien, Groléjac, Nabirat és Vitrac községekkel határos.

## Népesség
A település népességének változása:
| Lakosok száma | 876  | 910  | 1030 | 1036 | 961  | 923  | 911  | 909  | 907  | 901  |
|               | 1968 | 1982 | 1990 | 2006 | 2013 | 2015 | 2017 | 2019 | 2020 | 2022 |